# Michael Jackson and Bubbles

Michael Jackson and Bubbles est une sculpture en porcelaine réalisée en trois exemplaires par l'artiste américain Jeff Koons. Elle fut créée en 1988 dans le cadre de son exposition « Banality (en) ». Chacune mesure 106,7 cm de hauteur pour une base qui occupe une surface égale à 179,1 x 82,6 cm. L'une a été vendue aux enchères chez Sotheby's le 15 mai 2001 au prix record de 5,6 millions de dollars. Les deux autres sont conservées au Musée d'art moderne Astrup Fearnley d'Oslo ainsi qu'au Musée d'Art Moderne de San Francisco.
L'épreuve d'artiste appartient à la Broad Art Foundation de l'homme d'affaires et collectionneur d'art Eli Broad. Après avoir été exposée au Los Angeles County Museum of Art, elle est maintenant au Broad Museum, toujours à Los Angeles.

## Description
La sculpture en porcelaine grandeur nature représente Michael Jackson appuyé sur un parterre de fleurs. Sur ses genoux, repose son chimpanzé domestique Bubbles. Michael Jackson et son animal de compagnie forment une unité optique. Ils portent des vêtements similaires, sont colorés de manière homogène et des parties de leur corps sont parallèles les unes aux autres, comme la main droite de Jackson et la patte de Bubbles. La sculpture a été arrangée dans une composition triangulaire et multi-perspective. Jeff Koons n'a pas représenté Michael Jackson et Bubbles d'une manière fidèle mais suivant sa propre vision.

## Création
Jeff Koons propose sa vision d'un personnage très exposé par les médias et considéré comme la plus grande star de la scène pop internationale. Au moment où la sculpture est créée, en 1988, Michael Jackson vient de sortir son album Bad (1987) qui est un grand succès.
Jeff Koons a utilisé une photo de presse de Michael Jackson et Bubbles comme modèle pour sa sculpture. Elle est presque identique au travail de l'artiste à l'exception d'une légère variation de la posture. Koons a modifié la direction du regard de Jackson et a ajusté la composition aux exigences d'une œuvre sculpturale qui doit prendre en compte de nombreux angles de vision différents.
Koons a déclaré qu'il s'était également inspiré de la composition triangulaire de la Pietà de Michel-Ange. De plus, le matériau de l'œuvre rappelle les figures catholiques de saints produites en masse qui sont généralement fabriquées en porcelaine et en feuille d'or. La sculpture Michael Jackson and Bubbles devient ainsi un objet kitsch qui séduit un large public et le marché de l'art. Koons prétend qu'il voulait dépeindre Jackson comme une « nouvelle figure rédemptrice qui permet aux gens de découvrir leur propre mythologie culturelle »,.
Michael Jackson et Bubbles est également considéré comme un symbole du désir humain de se découvrir. Jackson ayant subi plusieurs opérations de chirurgie plastique, Koons était fasciné par les changements physiques du chanteur et par la façon dont ce dernier jouait avec son image dans les médias.

## Œuvres en relation
L'artiste américain Paul McCarthy a créé des sculptures s'inspirant de celles de Jeff Koons, par exemple Michael Jackson and Bubbles (Gold) de 1997 à 1999 (aujourd'hui dans la collection Christian Flick (en)) ou Michael Jackson Fucked Up (Big Head) en 2002.

## Exposition
En 2012, le Liebieghaus de Francfort a attiré l'attention en exposant Michael Jackson et Bubbles à côté de momies égyptiennes et a ainsi établi un dialogue esthétique et décalé entre les objets.